# Teobert Maler
Teobert Maler, född 12 januari 1842 i Rom, död 22 november 1917 i Mérida, Mexiko, var en österrikisk arkeolog och forskningsresande.
Maler inträdde 1865 som frivillig militäringenjör i kejserlig mexikansk tjänst och blev kapten. Efter en längre tids frånvaro återvände han till Mexiko 1886 och ägnade sig med iver åt utforskningen av Yucatan, där han upptäckte omkring 100 dittills obekanta ruinplatser. Flera dylika fann han även i Centralamerika. Bland hans skrifter må nämnas Researches in the central portion of the Usumatsintla valley (i 
Harvard-universitetets Peabodymuseums skrifter, 1991) och Yukatekische Forschungen (i "Globus", 1902).